# 台盼蓝
台盼蓝（英語：Trypan blue）又称锥虫蓝，是一种生物染色剂，常用于区分死细胞和活细胞。
由于活细胞的细胞膜具有选择透过性，可以阻攔台盼蓝，因而不被染色。死细胞的细胞膜通透性較大，因此可被台盼蓝染成蓝色。

## 理化性质
台盼蓝是甲苯胺的衍生物。因有杀灭锥虫的作用，故得名锥虫蓝，音译为台盼蓝。药理学上常用台盼蓝的类似物苏拉明防治锥虫病。
台盼蓝的质量衰减系数为{\displaystyle 6\cdot 10^{4}\;M^{-1}\cdot cm^{-1}}。

## 更多閱讀
- Chapter "Detection of Caspase Activation Combined with Other Probes of Apoptosis", Eurekah Bioscience Collection, NCBI bookshelf （页面存档备份，存于）
- Protocol for use of the dye （页面存档备份，存于） (PDF) from Northwestern University
- Wainwright, M. . Biotechnic & Histochemistry. December 2010, 85 (6): 341–54. PMID 21080764. doi:10.3109/10520290903297528.